# Рене Яролін
Рене Яролін (словац. René Jarolín; народився 16 вересня 1981 у м. Скалиця, ЧССР) — словацький хокеїст, центральний нападник. Виступає за ХК «36 Скаліца» у Словацькій Екстралізі.
Виступав за ХК «Спішска Нова Вес», ХК «36 Скаліца», ХКм «Зволен», «Слован» (Братислава), ХК «Попрад».
У складі національної збірної Словаччини провів 22 матчі (5 голів).